# North West Delhi
North West Delhi är ett distrikt i Indien.   Det ligger i delstaten National Capital Territory of Delhi, i den norra delen av landet, 14 km nordväst om huvudstaden New Delhi. Antalet invånare är 3 656 539. Arean är 443 kvadratkilometer. North West Delhi gränsar till Jhajjar.
Terrängen i North West Delhi är mycket platt.
Följande samhällen finns i North West Delhi:
- Bawāna
- Alīpur
- Pitampura